# الطرف (المحويت)

تعديل مصدري - تعديل

الطرف هي إحدى قرى عزلة بلاد غيل بمديرية المحويت التابعة لمحافظة المحويت، بلغ تعداد سكانها 242 نسمة حسب تعداد اليمن لعام 2004.